# Stazione di Kita-Urawa
La Stazione di Kita-Urawa (北浦和駅?, Kita-Urawa-eki) è una stazione ferroviaria situata nel quartiere di Urawa-ku a Saitama, città della prefettura omonima, servita dalla linea Keihin-Tōhoku della JR East.

## Linee

### Treni
- East Japan Railway Company
  - ■ Linea Keihin-Tōhoku

## Struttura
La stazione è dotata di una banchina centrale a isola con due binari sopraelevati.
| 1 | ■ Linea Keihin-Tōhoku | per Urawa, Ueno, Tokyo, Yokohama e Ōfuna |
| 2 | ■ Linea Keihin-Tōhoku | per Yono, Saitama-Shintoshin e Ōmiya     |

## Stazioni adiacenti
| «                   | Servizio            | »                   |
| Linea Keihin-Tōhoku | Linea Keihin-Tōhoku | Linea Keihin-Tōhoku |
| ------------------- | ------------------- | ------------------- |
| Urawa               | Locale              | Yono                |
| Urawa               | Rapido              | Yono                |